# Elecciones parlamentarias de Islandia de 2021
Las elecciones parlamentarias de Islandia de 2021 se llevaron a cabo el 25 de septiembre de ese año, en ellas se eligieron a 63 miembros del Alþingi. Según los resultados preliminares, 33 de los 63 escaños del parlamento serían ocupados por mujeres, lo que lo convertiría en el primer parlamento de mayoría femenina en la historia de Europa, sin embargo luego de un reconteo se confirmó que el parlamento sería de mayoría masculina.
En comparación con las encuestas, el Partido Progresista y el Partido del Pueblo obtuvieron mejores resultados de lo esperado, mientras que la Alianza Socialdemócrata, el Partido Reformista, el Partido Pirata y el nuevo Partido Socialista obtuvieron un desempeño ligeramente bajo. El Partido de Centro obtuvo un porcentaje de votos y de escaños reducido a la mitad en comparación con las elecciones anteriores, mientras que el Partido Progresista obtuvo un aumento porcentual de votos de más del 6% y un aumento de escaños de 5. La gran coalición gobernante del Partido de la Independencia, el Movimiento de Izquierda-Verde y el Partido Progresista mantuvieron la mayoría, y continuaron con el gobierno.
El 9 de octubre de 2021, Birgir Þórarinsson quien originalmente fue elegido para representar al Partido del Centro, anunció que se uniría al Partido de la Independencia, lo que lo convirtió en el miembro número 17 del Alþingi por dicho partido y dejó el Partido del Centro con solo dos miembros.

## Antecedentes
Según el artículo 20 del Capítulo V de la Ley Núm.24 de la Ley de Elecciones Parlamentarias al Althing del 16 de mayo de 2000, modificada por última vez en 2017, las elecciones deben realizarse el mismo día laborable del mes cuatro años después de las elecciones anteriores, contando desde el cambio de mes. Por lo tanto, dado que las elecciones de 2017 se llevaron a cabo el cuarto sábado de octubre, la última fecha posible para las próximas elecciones sería el 23 de octubre de 2021.
Los miembros de los partidos de oposición habían pedido que las elecciones fueran programaran para la primavera de 2021, argumentando que las elecciones islandesas se celebran tradicionalmente durante la primavera, una tradición que solo se rompió por las elecciones prematuras de otoño de 2017.
El 24 de julio de 2020, la primera ministra Katrín Jakobsdóttir anunció que las elecciones se realizarían el 25 de septiembre de 2021, un mes antes de lo requerido.

## Sistema electoral
Los 63 miembros del Althing son elegidos por representación proporcional de lista cerrada en seis distritos multinominales, con 54 escaños distribuidos entre partidos a nivel de distrito sin umbral electoral y 9 escaños de nivelación asignados a listas de partidos a nivel nacional con un umbral de 5 por ciento requerido para asegurar la proporcionalidad con el resultado de la elección. Los 54 escaños de circunscripción se distribuyen dentro de cada circunscripción según el método D'Hondt. Aunque las listas electorales las determinan los partidos, los votantes tienen la opción de marcar votos preferenciales para candidatos particulares del partido por el que votan, lo que puede resultar en la alteración del orden de los candidatos.

## Partidos participantes
| Partido | Partido | Partido                     | Ideología                | Líder                          |
| ------- | ------- | --------------------------- | ------------------------ | ------------------------------ |
|         | D       | Partido de la Independencia | Conservadurismo liberal  | Bjarni Benediktsson            |
|         | V       | Movimiento Izquierda-Verde  | Ecosocialismo            | Katrín Jakobsdóttir            |
|         | B       | Partido progresista         | Agrarismo nórdico        | Sigurður Ingi Jóhannsson       |
|         | S       | Alianza Socialdemócrata     | Socialdemocracia         | Logi Már Einarsson             |
|         | M       | Partido del Centro          | Populismo                | Sigmundur Davíð Gunnlaugsson   |
|         | P       | Partido Pirata              | Política pirata          | Vacante                        |
|         | F       | Partido del Pueblo          | Derechos de discapacidad | Inga Sæland                    |
|         | C       | Partido Reformista          | Liberalismo              | Þorgerður Katrín Gunnarsdóttir |
|         | J       | Partido Socialista Islandés | Socialismo               | Gunnar Smári Egilsson          |

## Encuestas
| Encuesta                          | Fecha                        | Muestra | D       | V              | S     | M    | B    | P    | F   | C    | J    | Otros |     |      |     |     |
| --------------------------------- | ---------------------------- | ------- | ------- | -------------- | ----- | ---- | ---- | ---- | --- | ---- | ---- | ----- | --- | ---- | --- | --- |
| Encuesta                          | Fecha                        | Muestra | Maskína | 22–24 Sep 2021 | 5,836 | 21.4 | 10.5 | 13.8 | 5.5 | 15.4 | 10.2 | Otros | 6.2 | 10.1 | 6.1 | 0.8 |
| MMR                               | 22–23 Sep 2021               | –       | 22.9    | 9.7            | 11.5  | 5.8  | 16.4 | 9.9  | 6.2 | 12.0 | 5.1  | 0.5   |     |      |     |     |
| MMR                               | 21–22 Sep 2021               | 909     | 21.8    | 11.0           | 13.9  | 4.7  | 14.3 | 10.7 | 7.3 | 10.1 | 6.0  | 0.2   |     |      |     |     |
| Maskína                           | 15–22 Sep 2021               | –       | 20.6    | 11.5           | 11.7  | 7.1  | 13.4 | 11.3 | 5.6 | 11.4 | 6.6  | 0.8   |     |      |     |     |
| Prósent                           | 17–21 Sep 2021               | 2500    | 20.1    | 10.7           | 14.7  | 6.6  | 12.2 | 13.1 | 5.2 | 9.3  | 6.9  | 1.2   |     |      |     |     |
| Gallup                            | 13–19 Sep 2021               | 3,845   | 21.2    | 10.2           | 12.7  | 6.2  | 13.2 | 11.5 | 7.0 | 10.2 | 7.3  | 0.5   |     |      |     |     |
| MMR                               | 15–17 Sep 2021               | 1,257   | 20.3    | 12.1           | 13.0  | 4.6  | 12.7 | 11.8 | 5.6 | 10.7 | 8.6  | 0.6   |     |      |     |     |
| Prósent                           | 13–16 Sep 2021               | 1,493   | 21.3    | 10.0           | 14.2  | 5.9  | 12.6 | 11.5 | 4.7 | 11.6 | 7.7  | 0.5   |     |      |     |     |
| Maskína                           | 8–13 Sep 2021                | –       | 21.0    | 11.5           | 14.6  | 5.5  | 12.0 | 13.3 | 3.6 | 12.3 | 6.1  | –     |     |      |     |     |
| Gallup                            | 30 Aug–12 Sep 2021           | 5,828   | 22.0    | 11.8           | 11.0  | 7.6  | 12.9 | 11.0 | 4.9 | 9.9  | 7.8  | 1.1   |     |      |     |     |
| MMR                               | 8–10 Sep 2021                | –       | 22.3    | 10.5           | 11.6  | 6.0  | 15.0 | 9.9  | 5.0 | 12.2 | 6.7  | 0.8   |     |      |     |     |
| Gallup                            | 15—29 Aug 2021               | 4,329   | 24.2    | 12.3           | 11.5  | 7.0  | 9.7  | 10.9 | 4.9 | 10.6 | 8.2  | 0.7   |     |      |     |     |
| MMR                               | 24 Aug 2021                  | –       | 23.9    | 10.9           | 10.5  | 6.2  | 12.5 | 10.6 | 5.1 | 10.4 | 8.7  | 1.2   |     |      |     |     |
| Maskína                           | 13–23 Aug 2021               | 822     | 23.4    | 14.2           | 13.0  | 5.1  | 12.6 | 9.9  | 4.2 | 10.7 | 6.9  | –     |     |      |     |     |
| Gallup                            | 29 July–15 de agosto de 2021 | 6,238   | 24.5    | 14.1           | 11.2  | 6.7  | 10.4 | 12.6 | 4.1 | 9.1  | 6.7  | 0.6   |     |      |     |     |
| Gallup                            | 30 Jun–28 Jul 2021           | 3,800   | 24.1    | 13.8           | 12.3  | 7.4  | 11.9 | 12.2 | 4.0 | 8.7  | 5.4  | 0.2   |     |      |     |     |
| Maskína                           | Jul 2021                     | –       | 20.9    | 14.1           | 13.7  | 5.5  | 9.9  | 12.7 | 4.2 | 12.3 | 6.3  | –     |     |      |     |     |
| Prósent                           | 15–23 Jul 2021               | 2,600   | 23.6    | 11.9           | 12.6  | 5.6  | 10.6 | 13.3 | 5.0 | 10.1 | 6.1  | 1.2   |     |      |     |     |
| MMR                               | 24 Jun–6 Jun 2021            | 2,041   | 25.4    | 11.9           | 10.6  | 6.6  | 12.3 | 12.2 | 5.5 | 9.1  | 5.3  | 1.2   |     |      |     |     |
| Gallup                            | 1–29 Jun 2021                | 8,120   | 24.1    | 14.7           | 9.9   | 7.5  | 10.3 | 12.9 | 4.2 | 10.9 | 5.4  | 0,1   |     |      |     |     |
| Maskína                           | Jun 2021                     | –       | 23.8    | 15.0           | 12.4  | 5.0  | 11.4 | 11.6 | 4.2 | 12.3 | 4.3  | –     |     |      |     |     |
| MMR                               | 4–14 Jun 2021                | 973     | 27.0    | 12.4           | 11.2  | 7.3  | 8.8  | 13.1 | 5.5 | 7.8  | 5.3  | 1.6   |     |      |     |     |
| MMR                               | 25 May–1 Jun 2021            | 951     | 24.6    | 11.1           | 10.9  | 6.5  | 12.5 | 13.5 | 2.8 | 11.0 | 5.6  | 1.6   |     |      |     |     |
| Gallup                            | May 2021                     | –       | 23.5    | 14.7           | 12.4  | 7.2  | 10.4 | 11.0 | 4.3 | 10.9 | 5.4  | 0.2   |     |      |     |     |
| MMR                               | 7–12 de mayo de 2021         | 953     | 25.6    | 13.1           | 10.9  | 5.7  | 12.6 | 11.3 | 3.3 | 10.6 | 5.7  | 1.2   |     |      |     |     |
| MMR                               | 21–28 Abr 2021               | 946     | 28.7    | 12.9           | 11.3  | 5.8  | 10.6 | 9.6  | 4.8 | 8.8  | 6.0  | 1.5   |     |      |     |     |
| Gallup                            | Abr 2021                     | –       | 23.8    | 14.3           | 12.0  | 8.2  | 10.1 | 12.0 | 4.7 | 9.6  | 5.0  | 0.3   |     |      |     |     |
| MMR                               | 29 Mar–7 Abr 2021            | 940     | 23.1    | 10.1           | 15.4  | 6.9  | 11.5 | 13.2 | 4.7 | 10.0 | 4.0  | 1.0   |     |      |     |     |
| Gallup                            | 1-29 Mar 2021                | 9,856   | 23.0    | 12.3           | 12.7  | 9.5  | 11.1 | 11.5 | 5.0 | 9.5  | 5.0  | 0.4   |     |      |     |     |
| MMR                               | 5–10 Mar 2021                | 951     | 21.0    | 11.7           | 13.8  | 9.3  | 12.7 | 11.5 | 5.1 | 10.0 | 3.8  | 1.0   |     |      |     |     |
| Gallup                            | 1-28 Feb 2021                | 9,078   | 22.9    | 13.4           | 14.4  | 7.3  | 10.3 | 12.2 | 4.0 | 9.4  | 5.8  | -     |     |      |     |     |
| MMR                               | 12–18 Feb 2021               | 919     | 22.2    | 13.5           | 13.1  | 8.0  | 11.4 | 11.4 | 3.6 | 10.6 | 4.1  | 2.0   |     |      |     |     |
| Gallup                            | 6–31 Ene 2021                | 9,019   | 22.7    | 12.8           | 16.6  | 8.0  | 9.5  | 11.1 | 3.9 | 11.7 | 3.8  | –     |     |      |     |     |
| MMR                               | 30 Dic 2020–11 Ene 2021      | 2,002   | 24.4    | 10.9           | 15.6  | 8.6  | 9.1  | 12.3 | 4.9 | 8.8  | 4.4  | 1.0   |     |      |     |     |
| Gallup                            | 1 Dic 2020–3 Ene 2021        | 10,958  | 23.7    | 11.7           | 17.0  | 9.1  | 8.3  | 11.9 | 4.3 | 10.0 | 3.8  | –     |     |      |     |     |
| Zenter                            | 11–19 Dic 2020               | 2,500   | 22.9    | 10.2           | 15.6  | 6.7  | 7.3  | 17.0 | 4.7 | 10.2 | 3.3  | 2.1   |     |      |     |     |
| MMR                               | 26 Nov–3 Dic 2020            | 944     | 27.1    | 7.6            | 13.8  | 7.0  | 7.5  | 13.8 | 6.2 | 9.5  | 5.0  | 2.3   |     |      |     |     |
| Gallup                            | 2–30 Nov 2020                | 9,351   | 23.7    | 11.8           | 17.1  | 8.8  | 8.6  | 12.4 | 4.1 | 9.7  | 3.7  | –     |     |      |     |     |
| MMR                               | 6–11 Nov 2020                | 925     | 25.0    | 7.5            | 16.7  | 9.1  | 9.9  | 14.3 | 3.9 | 8.4  | 4.0  | 1.1   |     |      |     |     |
| Gallup                            | 30 Sep–1 Nov 2020            | 10,937  | 23.5    | 11.9           | 15.8  | 9.9  | 7.7  | 12.1 | 4.5 | 11.6 | 2.7  | –     |     |      |     |     |
| MMR                               | 23–28 Oct 2020               | 933     | 21.9    | 8.3            | 15.2  | 11.6 | 10.2 | 13.5 | 3.8 | 9.7  | 4.6  | 1.3   |     |      |     |     |
| Gallup                            | 1–30 Sep 2020                | 9,673   | 23.9    | 13.7           | 14.9  | 9.4  | 6.7  | 13.2 | 3.7 | 10.4 | 3.9  | –     |     |      |     |     |
| MMR                               | 10–23 Sep 2020               | 2,043   | 25.6    | 8.5            | 12.8  | 10.8 | 8.3  | 15.0 | 3.6 | 9.4  | 4.3  | 1.7   |     |      |     |     |
| MMR                               | 26 Ago–2 Sep 2020            | 929     | 24.0    | 9.6            | 14.9  | 8.0  | 8.9  | 14.3 | 4.8 | 10.0 | 3.4  | 2.2   |     |      |     |     |
| Gallup                            | 4–31 Ago 2020                | 9,479   | 22.8    | 12.6           | 14.7  | 9.9  | 7.9  | 13.7 | 3.6 | 10.6 | 3.9  | 0.3   |     |      |     |     |
| Gallup                            | 31 Jul 2020                  | -       | 23.2    | 10.9           | 14.8  | 10.6 | 7.6  | 13.9 | 4.3 | 10.8 | 3.8  | 0.1   |     |      |     |     |
| MMR                               | 23–28 Jul 2020               | 951     | 24.0    | 10.8           | 13.1  | 8.4  | 8.6  | 15.4 | 4.0 | 8.4  | 5.1  | 2.1   |     |      |     |     |
| Gallup                            | 02–30 Jun 2020               | 10,274  | 24.0    | 13.6           | 14.9  | 10.2 | 8.6  | 10.7 | 3.6 | 10.5 | 3.8  | 0.1   |     |      |     |     |
| MMR                               | 16–19 Jun 2020               | 1,045   | 24.3    | 10.7           | 16.3  | 8.0  | 6.1  | 13.2 | 5.4 | 10.0 | 3.5  | 2.4   |     |      |     |     |
| Gallup                            | 4 May–1 Jun 2020             | 10,630  | 24.6    | 14.3           | 14.4  | 10.4 | 7.7  | 11.0 | 4.4 | 9.7  | 3.3  | –     |     |      |     |     |
| MMR                               | 19–25 de mayo de 2020        | 994     | 23.5    | 10.6           | 13.3  | 10.8 | 6.4  | 14.6 | 3.6 | 11.3 | 4.1  | 1.7   |     |      |     |     |
| Gallup                            | 30 Mar–3 de mayo de 2020     | 11,028  | 25.1    | 13.8           | 13.8  | 9.9  | 8.4  | 10.4 | 4.4 | 10.0 | 4.0  | –     |     |      |     |     |
| MMR                               | 15–17 Abr 2020               | 1,051   | 22.7    | 10.4           | 13.1  | 9.5  | 9.8  | 12.3 | 4.7 | 10.0 | 5.6  | 2.0   |     |      |     |     |
| MMR                               | 3–7 Abr 2020                 | 987     | 23.5    | 12.3           | 14.1  | 10.7 | 8.8  | 12.2 | 3.4 | 9.6  | 3.4  | 2.1   |     |      |     |     |
| Gallup                            | 2–29 Mar 2020                | 10,352  | 23.5    | 13.3           | 15.1  | 11.2 | 8.1  | 10.2 | 4.2 | 11.1 | 3.2  | –     |     |      |     |     |
| MMR                               | 18–20 Mar 2020               | 1,034   | 27.4    | 9.8            | 14.7  | 10.0 | 8.1  | 10.2 | 3.7 | 9.7  | 4.7  | 0.5   |     |      |     |     |
| Gallup                            | 3 Feb–1 Mar 2020             | 7,964   | 22.0    | 11.9           | 14.8  | 14.2 | 7.0  | 10.7 | 4.0 | 10.3 | 5.0  | 1.9   |     |      |     |     |
| Elecciones parlamentarias de 2017 | 28 Oct 2017                  | –       | 25.2    | 16.9           | 12.1  | 10.9 | 10.7 | 9.2  | 6.9 | 6.7  | –    | 1.5   |     |      |     |     |

## Resultados
|  | 24.4 % |

|  | 17.3 % |

|  | 12.6 % |

|  | 9.9 % |

|  | 8.8 % |

|  | 8.6 % |

|  | 8.3 % |

|  | 5.4 % |

|  | 4.1 % |

|  | 0.5 % |

|  | 98.0 % |

|  | 1.8 % |

|  | 0.2 % |

|  | 100.0 % |

|  | 19.9 % |

|  | 80.1 % |

### Resultados por circunscripción
|  | 20.9 % |

|  | 12.3 % |

|  | 15.9 % |

|  | 12.6 % |

|  | 7.7 % |

|  | 12.8 % |

|  | 7.7 % |

|  | 3.5 % |

|  | 5.6 % |

|  | 22.8 % |

|  | 11.5 % |

|  | 14.7 % |

|  | 13.3 % |

|  | 8.9 % |

|  | 10.9 % |

|  | 8.6 % |

|  | 4.1 % |

|  | 4.8 % |

|  | 30.2 % |

|  | 14.5 % |

|  | 12.1 % |

|  | 8.1 % |

|  | 7.6 % |

|  | 8.3 % |

|  | 11.4 % |

|  | 4.5 % |

|  | 3.0 % |

|  | 24.6 % |

|  | 23.9 % |

|  | 7.4 % |

|  | 7.6 % |

|  | 12.9 % |

|  | 5.6 % |

|  | 6.2 % |

|  | 7.4 % |

|  | 3.7 % |

|  | 22.6 % |

|  | 25.8 % |

|  | 11.5 % |

|  | 6.9 % |

|  | 8.8 % |

|  | 6.3 % |

|  | 6.2 % |

|  | 7.4 % |

|  | 4.2 % |

|  | 18.5 % |

|  | 25.6 % |

|  | 12.9 % |

|  | 10.5 % |

|  | 8.6 % |

|  | 5.3 % |

|  | 5.4 % |

|  | 8.9 % |

|  | 4.1 % |

## Formación del gobierno
El 21 de octubre de 2021, el Movimiento de Izquierda-Verde, el Partido de la Independencia y el Partido Progresista iniciaron las negociaciones para continuar con el actual gobierno, con Katrín Jakobsdóttir como primera ministra. Las conversaciones de la coalición se centraron en cuestiones energéticas y climáticas.
El 28 de noviembre de 2021, Katrín Jakobsdóttir comenzó su segundo término como primera ministra, en un gobierno de coalición de su partido el Movimiento de Izquierda-Verde con el Partido de la Independencia y el Partido Progresista.